# Малі Бучки
Малі́ Бучки́ —  село в Україні, у Берестинському районі Харківської області. Населення становить 50 осіб. Орган місцевого самоврядування — Багаточернещинська сільська рада.
Після ліквідації Сахновщинського району 19 липня 2020 року село увійшло до Красноградського (Берестинського) району.

## Географія
Село Малі Бучки знаходиться в місці впадання річки Багата і річку Оріль. Русло річки Оріль частково використовується під Канал Дніпро — Донбас, у результаті в цьому місці напрямок течії річки змінений на протилежний. Річка Оріль звивиста, утворює стариці, лимани та озера, у тому числі озеро Волово. На протилежному березі річки Багата знаходиться село Багата Чернещина. На протилежному березі річки Оріль знаходяться села Багате (Дніпропетровська область) і Панасівка (Дніпропетровська область).

## Історія
- 1854 - дата заснування.